# Zece minute cu clasa muncitoare
Zece minute cu clasa muncitoare este un film românesc din 1995 regizat de Florin Iepan.